# Aphodaulacus perblandus
Aphodaulacus perblandus är en skalbaggsart som beskrevs av Vladimir Balthasar 1933. Aphodaulacus perblandus ingår i släktet Aphodaulacus och familjen Aphodiidae. Inga underarter finns listade i Catalogue of Life.